# 王良 (漢朝)
王良（？—？），字仲子，東海蘭陵（今山東蒼山縣）人，东汉政治人物。

## 生平
早年好學，習《小夏侯尚書》。王莽篡漢時，裝病不仕，教授諸生千餘人。建武二年，大司馬吳漢闢為幕僚，不答應。建武三年，徵拜谏议太夫。迁沛郡太守。建武六年，代宣秉为大司徒司直。其妻子不住官舍，布被瓦器。一日，司徒史鲍恢因公事到东海，訪問其家，王良妻穿布裙，揹著木柴，剛從田裡回來。鲍恢叹息而还，闻者莫不嘉之。以疾致仕。光武帝至蘭陵時，遣使打聽他的消息，已不能言。卒於家。

## 延伸阅读
[在维基数据编辑]
 《後漢書·卷27》，出自范晔《後漢書》
 《東觀漢記》